# Bernd Nehrig
Bernd Nehrig (Heidenheim an der Brenz, 28 settembre 1986) è un ex calciatore tedesco, di ruolo centrocampista o difensore.